# Mariaorter Wöhrd
Mariaorter Wöhrd (mitunter auch bekannt als Donauinsel [bei] Mariaort und Mariaorter Insel) ist einer der inoffiziellen Namen einer bislang offiziell unbenannten und unbebauten Insel in der Donau wenige Kilometer stromaufwärts von Regensburg bzw. unmittelbar stromabwärts der Naabmündung. Sie liegt in der Gemarkung Kneiting im südlichen Teil der Gemeinde Pettendorf. Sie ist die letzte verbliebene Insel in diesem Flussabschnitt und wird etwa alle 20 Jahre überflutet. Über den Naab-Altarm besteht ein schmaler, befahrbarer Zugang zum nordwestlichen Donauufer mit dem Dorf Mariaort, am Südostufer eine Schiffsanlegestelle.
Der Hauptanteil der Insel wird derzeit landwirtschaftlich genutzt, z. T. als Dauergrünland, einige Teile sind FFH- bzw. Ausgleichsfläche. Die Renaturierung der Insel ist ein Projekt des BUND Naturschutz in Bayern.

## Artenvielfalt
Auffällig am Nordostende der Insel ist eine Kormoran-Kolonie, 2016/17 wurden bis zu 50 Vögel gezählt.
2019/20 konnten auf der Insel etwa 460 Tier- und Pflanzenarten erhoben werden,
darunter Rote-Liste-Arten wie
Moorente (Aythya nyroca),
Flussuferläufer (Actitis hypoleucos),
Baumfalke (Falco subbuteo),
Bluthänfling (Linaria cannabina),
Mehlschwalbe (Delichon urbicum),
Rauchschwalbe (Hirundo rustica),
Trauer-Rosenkäfer (Oxythyrea funesta),
Gebänderter Scheinschnellkäfer (Drapetes mordelloides),
Heidehummel (Bombus jonellus),
Sandhummel (Bombus veteranus),
Kurzschwänziger Bläuling (Cupido argiades),
Magerrasen-Perlmuttfalter (Boloria dia),
Punktierte Zartschrecke (Leptophyes punctatissima),
Europäischer Froschbiss (Hydrocharis morsus-ranae),
Nelken-Sommerwurz (Orobanche caryophyllacea),
Windblumen-Königskerze (Verbascum phlomoides) und
Steinbrech-Felsennelke (Petrorhagia saxifraga).

## Renaturierungsprojekt „Donauinsel Mariaort“
Die Kreisgruppe Regensburg des BUND Naturschutz in Bayern kauft seit 2011 aus Spendengeldern sukzessive Privatflächen auf, damit sich dort eine naturnahe Flussinsel (rück)entwickeln kann, Stand 2019 wurden 6000 m2 erworben und naturnah umgestaltet.

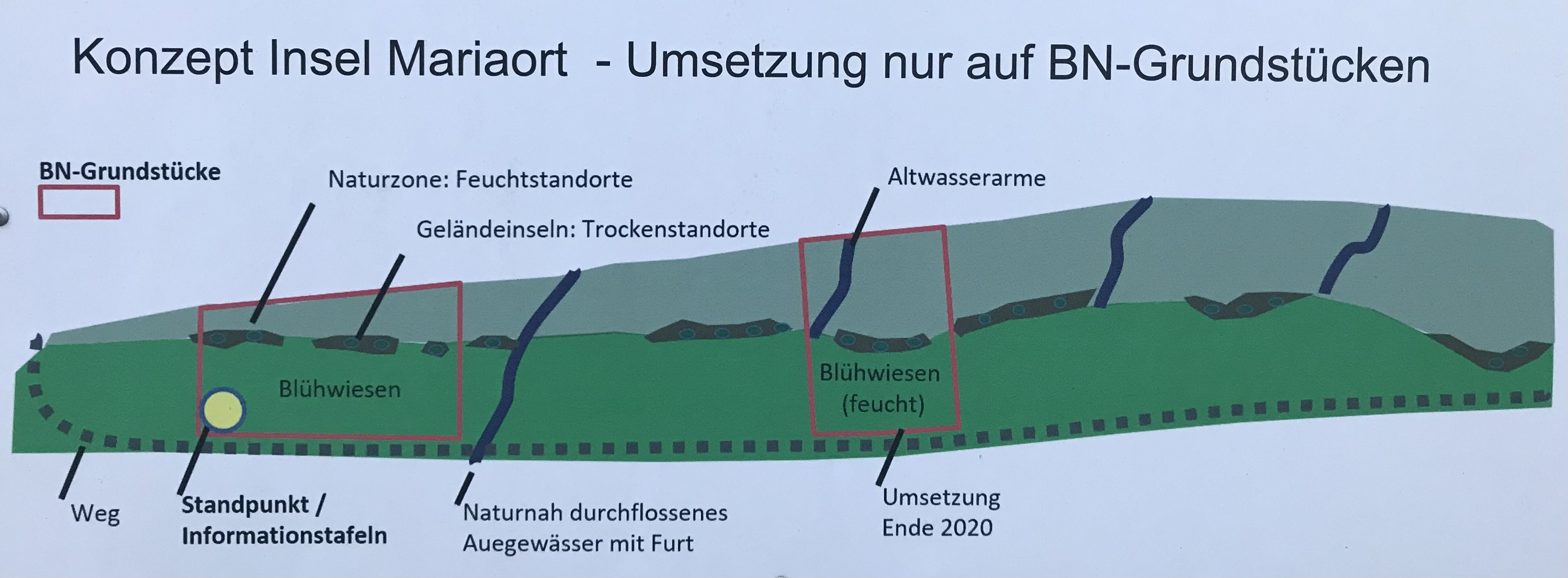
Karte zum Konzept des BUND Naturschutz für die Insel, laut Infotafel.

Geplant ist eine Naherholungszone mit extensiver landwirtschaftlicher Wiesennutzung, einem Naturbeobachtungspunkt und einem Natur- bzw. Flusslehrpfad sowie eine Naturzone, die soweit möglich sich selbst überlassen bleibt.
Das Projekt ist mit der Gemeinde Pettendorf und einschlägigen Umweltverbänden abgestimmt und wurde vom Landratsamt Regensburg rechtlich genehmigt; Grundstückseigentümer wurden frühzeitig informiert.
2018 besuchte die damalige Bundesumweltministerin Svenja Schulze die Insel und informierte sich über das Renaturierungsprojekt.
Es erhielt 2020 Bayerischen Biodiversitätspreis 2020 und 2024 den zweiten Anerkennungspreis der Stiftung „Naturerbe Donau“.

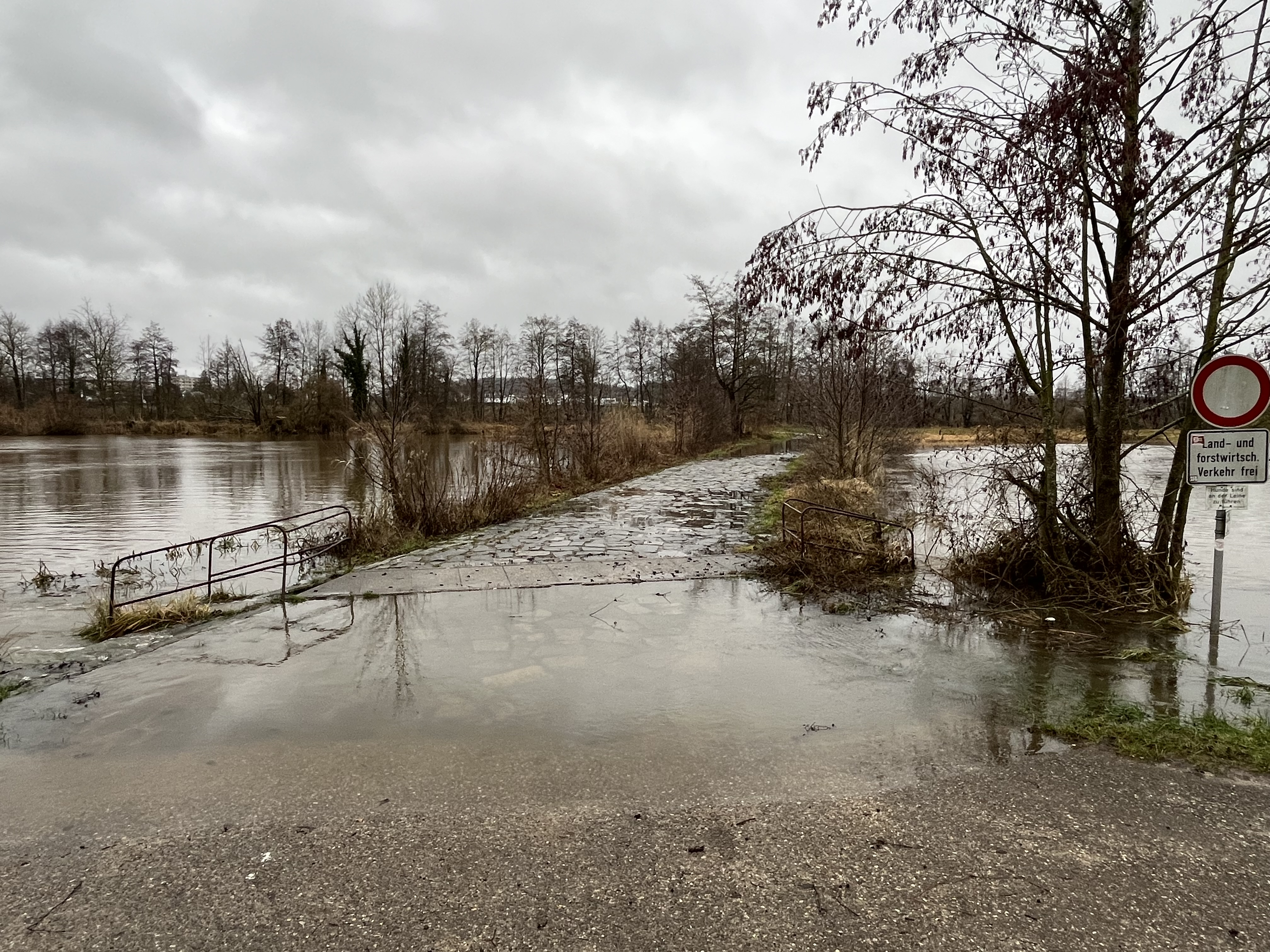
Zugang zur Insel über den Altarm der Naab, teilweise überflutet während des Weihnachtshochwassers 2023/2024.
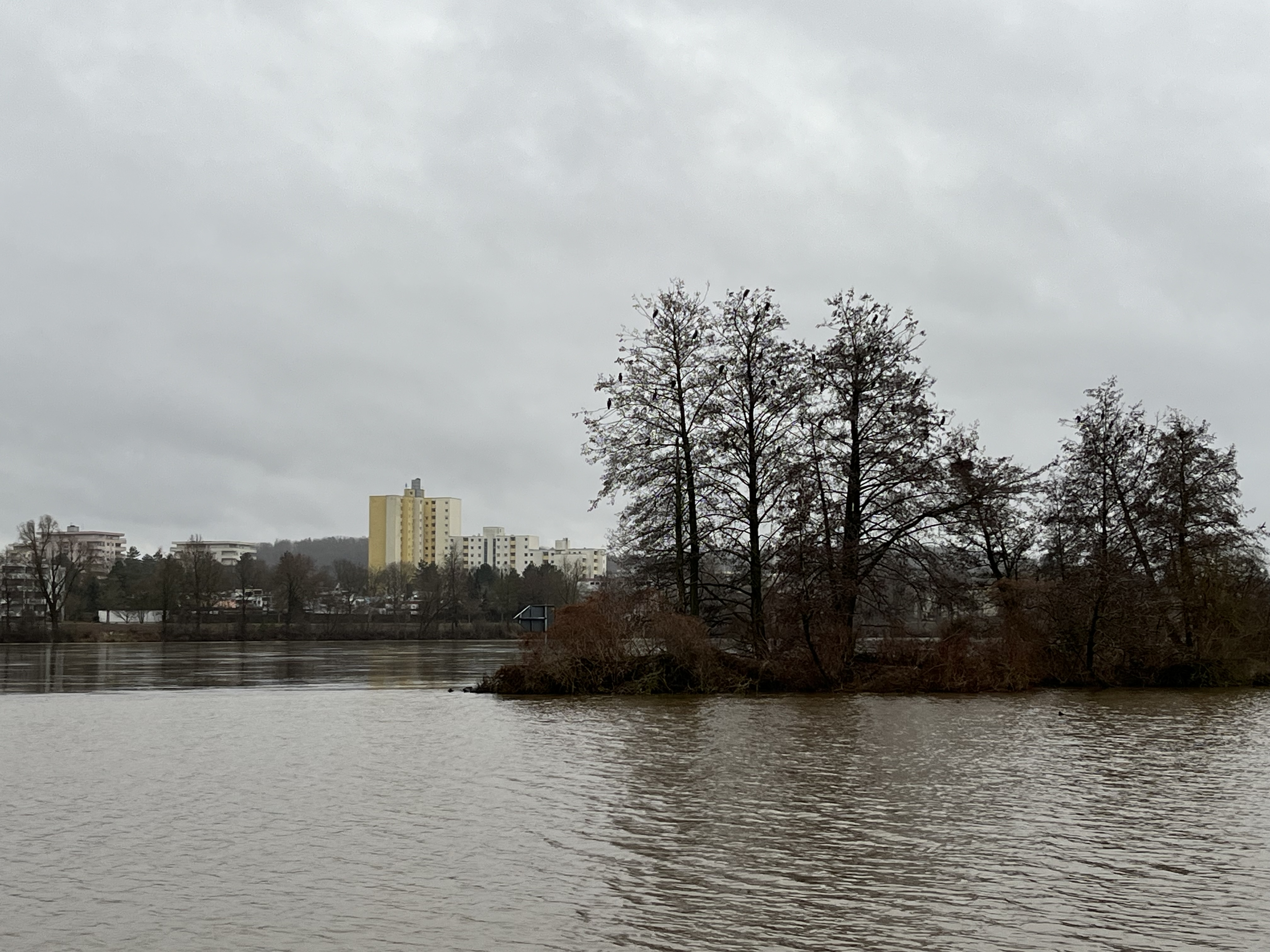
Nordostende der Insel mit Kormoran-Kolonie, im Hintergrund der Regensburger Stadtteil Prüfening